# Tony Scott
Tony Scott (właśc. Anthony David Leighton Scott; ur. 21 czerwca 1944 w Stockton-on-Tees, zm. 19 sierpnia 2012 w Los Angeles) – brytyjski reżyser i producent filmowy. Młodszy brat Ridleya, równie znanego filmowca.

## Życiorys
Podobnie jak starszy brat, karierę filmową zaczynał od kręcenia reklamówek (co później było widoczne w jego dziełach), na początku lat 70. stworzył także kilka filmów krótkometrażowych i telewizyjnych.
W długim metrażu debiutował w 1983 stylowym, rozgrywającym się współcześnie na Manhattanie, horrorem Zagadka nieśmiertelności z Susan Sarandon, Catherine Deneuve oraz Davidem Bowie w rolach głównych. Deneuve i Bowie zagrali parę wampirów-kochanków, a Sarandon lekarkę próbującą odkryć tajemnicę ich długowieczności.
W 1986 zrealizował dramat sensacyjny Top Gun. Film był wielkim sukcesem kasowym i otworzył drogę do wielkiej kariery dla Toma Cruise’a, ale także dla reżysera, który natychmiast awansował do ścisłej czołówki Hollywood. W następnym roku Scott nakręcił drugą część Gliniarza z Beverly Hills; w kolejnych latach powstały takie filmy jak Ostatni skaut (1990), Prawdziwy romans (1993) na podstawie scenariusza Quentina Tarantino czy Karmazynowy przypływ (1995). Był uznanym specjalistą od kina sensacyjnego i kręcił filmy z takimi gwiazdami jak Gene Hackman i Will Smith (Wróg publiczny, 1998), Robert Redford i Brad Pitt (Zawód: Szpieg, 2001) oraz Denzel Washington (Człowiek w ogniu, 2004).
Zmarł śmiercią samobójczą, skacząc do wody z mostu im. Vincenta Thomasa w Los Angeles.

## Wybrana filmografia

### Reżyser
- Zagadka nieśmiertelności (The Hunger 1983)
- Top Gun (1986)
- Gliniarz z Beverly Hills II (Beverly Hills Cop II 1987)
- Szybki jak błyskawica (Days of Thunder 1990)
- Odwet (Revenge 1990)
- Ostatni skaut (The Last Boy Scout 1991)
- Prawdziwy romans (True Romance 1993)
- Karmazynowy przypływ (Crimson Tide 1995)
- Fan (The Fan 1996)
- Wróg publiczny (Enemy of the State 1998)
- Zawód: Szpieg (Spy Game 2001)
- The Hire: Beat the Devil (2002, krótkometrażowy)
- Człowiek w ogniu (Man on Fire 2004)
- Domino (2005)
- Deja Vu (2006)
- Metro strachu (The Taking of Pelham 1 2 3 2009)
- Niepowstrzymany (Unstoppable 2010)